# Union fédérale des consommateurs
Die Union fédérale des consommateurs (UFC) ist die größte französische Verbraucherorganisation mit Sitz in Paris, die Waren und Dienstleistungen verschiedener Anbieter untersucht und vergleicht.
Die Organisation hat die Aufgabe Verbraucher bei ihren Kaufentscheidungen zu informieren und unabhängig zu beraten sowie über Verbraucherrechte aufzuklären.
Die Finanzierung geschieht vornehmlich durch die Beiträge der Mitglieder. In den Publikationen, zu denen die Monatszeitschrift Que choisir zählt, gibt es keine kommerzielle Werbung.
Die Union fédérale des consommateurs ist seit 1960 Mitglied bei Consumers International, beteiligt sich im Rahmen der Dachorganisation International Consumer Research & Testing (ICRT) bei internationalen vergleichenden Warentests und kooperiert hierbei auch mit der deutschen Stiftung Warentest.